# Serafim Sarovski
Sveti Serafim Sarovski (rus. Серафим Саровский), rođen kao Prókhor Isídorovich Moshnín (Mashnín) [Про́хор Иси́дорович Мошни́н (Машни́н)] (Kursk, 19. srpnja 1759. – Sarov, 2. siječnja 1833.) jedan je od najvećih ruskih pravoslavnih svetaca i čudotvoraca.

## Životopis
Rodio se u Kursku, u Rusiji, 19. srpnja 1759. godine, od imućnih roditelja. Na krštenju je dobio ime Prohor. Kad je navršio 17 godina, majka ga je poslala da se posveti monaškom životu. Na rastanku mu je navodno poklonila mali križ, od koga se nikada nije odvajao. Najprije je otišao u Kijevsko-pečersku lavru, a potom ga je starac Dositej uputio da u sarovsku pustinju. Ne zadovoljavajući se tišinom i bezmolvijem sarovske monaške obitelji, ugledajući se na neke manastirske starce, s blagoslovom svog starca, u slobodnim trenucima povlačio se u gustu šumu radi molitvenog usamljeničkog tihovanja. Srijedom i petkom nije ništa jeo, a u druge dane samo jednom dnevno.
Prohor 18. kolovoza 1786. godine nakon obreda dobiva ime Serafim. Udvostruči svoje napore i živio još usamljenije, roneći u unutarnje bogomisleno razmatranje. Uvijek u jednoj istoj odjeći, zimi je skupljao granje, ljeti čuvao pčele i radio u svojoj maloj gradini. Uz velike tjelesne napore, danonoćno je pjevao tropare i crkvene pjesme, i predavao se uzvišenim radovima uma i srca. Puno je čitao, naročito Sveto pismo. Izdržavao je velika đavolja iskušenja i zamke. Da bi se još usrdnije borio protiv istih, uzeo je na sebe veliki podvig. Tisuću dana i noći na granitom kamenu proiznosio je iz dubine duše carinikovu molitvu: »Bože, milostiv budi meni grešnome!« Toliko je bio poznat i voljen da je dnevno dolazilo skoro po dvije tisuće ljudi na liječenje ili po savjete, ili samo na blagoslov. Odlikovao se velikom poniznošću. Kada ga je svijet slavio, on je sebe nazivao »ubogi Serafim«.
Dana 14. siječnja 1833. godine starac Serafim završio je svoj život na zemlji, klečeći na koljenima kao i inače, pred ikonom Majke Božje. O vratu mu je visio mali križ s raspećem. Ruke su mu bile prekrižene na grudima. Slavi se kao pravoslavni svetac.